# Ceropegia hofstaetteri
Ceropegia hofstaetteri är en oleanderväxtart som beskrevs av W. Rauh. Ceropegia hofstaetteri ingår i släktet Ceropegia och familjen oleanderväxter. Inga underarter finns listade i Catalogue of Life.